# Il mago di Oz (serie animata)
Il mago di Oz (オズの魔法使い?, Ozu no mahōtsukai) è una serie televisiva animata giapponese prodotta da Itoman ed Enoki Films, e realizzata da Panmedia, trasmessa su TV Tokyo e altre reti affiliate dal 6 ottobre 1986 al 28 settembre 1987, e basata su quattro dei libri di Oz di Lyman Frank Baum.
La serie animata è la trasposizione dei primi tre libri di Oz: Il meraviglioso mago di Oz (1900), Il meraviglioso paese di Oz (1904), Ozma, regina di Oz (1907) e del sesto, La città di smeraldo di Oz (1910).
In Italia la serie andò in onda per la prima volta dall'8 settembre 1986 su Italia 1, anticipando di un mese la trasmissione in patria.

## Trama
La serie è suddivisa in quattro archi narrativi, ciascuno basato (talvolta liberamente) su un capitolo diverso dei libri di Oz scritti da Baum.

### Il meraviglioso mago di Oz (episodi 1-17)
Il primo arco narrativo è la trasposizione del primo celeberrimo libro della serie di Oz, Il meraviglioso mago di Oz, concepito inizialmente come un unico romanzo.
Le vicende sono narrate intorno alle avventure di Dorotea, una bambina di 11 anni che vive in una fattoria nel Kansas con la zia Emma e lo zio Enrico, ma durante la loro assenza, a causa di un tifone viene scaraventata insieme alla sua casa e al suo cane Toto in un mondo fantastico chiamato regno di Oz, capitanato da un potente mago.
Tramite gli abitanti del posto si viene a sapere che in ogni regione posta in ogni punto cardinale diverso vive una strega, due di queste sono buone (la strega del Nord e la strega del Sud) e le rimanenti sono malvagie (quella dell'Est e quella dell'Ovest). La strega dell'Est è stata schiacciata dall'arrivo della casa di Dorotea e per questo la buona strega del Nord dice alla bambina di conservare le sue scarpe, che hanno dei poteri magici, tuttavia il solo desiderio della protagonista è di ritornare nella sua terra d'origine con i suoi zii e allora la buona strega le suggerisce di parlarne con il mago di Oz, che saprà trovare la soluzione migliore.
Dorotea si mette in cammino insieme al suo cagnolino e incontra strada facendo uno spaventapasseri parlante, che ha come desiderio il possedere un cervello, un uomo di latta, che si viene a sapere che è divenuto così con un incantesimo e per questo non ha più il cuore e un leone codardo dotato in compenso della parola, al quale manca invece il coraggio. I tre bizzarri amici si aggiungono al cammino della piccola, sperando di ricevere dallo stesso mago ciò che a loro manca e che desiderano avere, ma al cospetto di questo strano personaggio, che si presenta sotto vari aspetti agli occhi di ciascuno di loro, questi dice loro che realizzerà i rispettivi desideri soltanto se uccideranno la malvagia strega dell'Ovest, che riduce tutti gli abitanti del posto in schiavitù e li trasforma in pietra con orribili incantesimi.
Dopo aver accettato di malavoglia, i quattro si dirigono verso la dimora della strega, ma vengono attaccati per mezzo della stessa, che controlla le menti degli animali con la magia dai lupi prima, poi dalle cornacchie e infine dalle scimmie volanti, che fanno a pezzi l'uomo di latta e lo spaventapasseri, lasciandoli momentaneamente privi di vita. Dorotea e il leone vengono ridotti in schiavitù, fino a quando non scoprono che la strega può essere sconfitta solamente con l'acqua, quindi la uccidono e fanno riparare lo spaventapasseri e l'uomo di latta, che ritornano in vita. La comitiva torna dal mago di Oz, che si scopre essere soltanto un banale illusionista approdato sulla terra di Oz in seguito alla rottura della sua mongolfiera e che si è conquistato la fama della gente del luogo con l'inganno. Malgrado questo, riesce lo stesso a dare un cervello allo spaventapasseri che in realtà è solo un sacco imbottito di segatura e chiodi, un cuore di legno all'uomo di latta e un intruglio al leone facendolo passare per un miracoloso siero del coraggio e i tre acquisiscono fiducia nelle loro reali capacità.
Il mago tenta di riportare a casa Dorotea con una mongolfiera, ma per un inconveniente la bambina non fa in tempo a salirci sopra, quindi per tornare nella terra natale deve rivolgersi a Glinda, la strega buona del Sud, che le svela i poteri magici delle sue scarpette, tramite cui riesce a farla tornare nell'amato Kansas.

### Il meraviglioso paese di Oz (episodi 18-30)
Il secondo arco narrativo è tratto da Il meraviglioso paese di Oz, scritto da Baum a seguito delle numerose richieste dei lettori.
Dopo qualche giorno dal suo ritorno a casa Dorotea finisce per errore nuovamente nel regno di Oz, dove ha a che fare con Tip, un bambino che diventa suo amico e che la riporta alla città di Smeralda assieme ad una strampalata compagnia formata da una Ragazza Zucca e un Cavallo Panca con cui salva lo Spaventapasseri dalla strega Mombi e dalle giovani ribelli capitanate da Ginger, che hanno preso il potere. Tramite un letto magico guidato da una testa di cervo, il gruppo di amici raggiunge Glinda che li aiuta a riportare l'ordine e scopre che Tip non è altri che la principessina perduta di Oz, Ozma, rapita anni prima dal mago e allevata dalla perfida Mombi che per mimetizzarla l'aveva trasformata in maschio.

### Ozma, regina di Oz (episodi 31-41)
La terza parte della serie è un adattamento del terzo libro della saga, Ozma, regina di Oz.
Ancora una volta Dorotea torna a casa, ma uno strano ticchettio la riporta a Oz, dove scopre che l'automa Tik Tak le aveva inviato un segnale d'aiuto. Tramite il nuovo amico, conosce la lunatica Langudia, una principessa che cambia frequentemente umore e copricapi e che la imprigiona. Per fortuna arriva al castello Ozma, assieme allo Spaventapasseri e all'Uomo di Latta, mentre anche il Leone codardo, allertato da un topolino, giunge in soccorso di Dorotea. La vecchia compagnia si ricostituisce e parte per liberare il principe di Ev, rapito dal re degli gnomi. Dopo aver attraversato il deserto, grazie anche all'incontro provvidenziale con la gallina parlante Billina, il gruppo raggiunge la città sotterranea e le grotte degli gnomi. Il perfido re concede a Dorotea la libertà solo se uno di loro indovinerà in quale oggetto di ferro è stato trasformato il principe, ma chi sbaglierà diventerà di ferro lui stesso. Nel tentativo di risolvere l'enigma i membri del gruppo vengono uno dopo l'altro trasformati in oggetti, ma Dorotea riesce nell'impresa liberando il principe e i suoi amici. Durante la fuga il gruppo viene intrappolato dagli gnomi, finché il re non viene spaventato da un uovo che Billina aveva regalato a Tik Tak. Gli gnomi tentano di fermare Dorotea e i suoi amici, prima cercando di farli finire in un fiume di lava e poi catapultando loro addosso dei massi, ma la comitiva riesce lo stesso a tornare in superficie.
Terminata anche questa avventura il gruppo si divide nuovamente. L'Uomo di Latta torna a fare il re del popolo dei Gialloni, il Leone raggiunge la sua foresta, Tik Tak, Billina e il principe vanno da Langudia, mentre Dorotea e lo Spaventapasseri tornano nella Città di Smeralda.

### La città di smeraldo di Oz (episodi 42-52)
Il quarto e ultimo arco narrativo passa direttamente al sesto libro della serie di Oz, La città di smeraldo di Oz (inizialmente concepito dall'autore come conclusivo), saltando il quarto e il quinto capitolo. 
La pace a Smeralda dura poco perché il re degli gnomi, deciso a vendicarsi, trova il modo di raggiungere i suoi nemici scavando un tunnel sotterraneo con l'aiuto di un enorme verme mangiarocce. Dorotea e i suoi amici combattono senza successo, ma è Ozma, diventata regina, a risolvere la situazione facendo cadere gli gnomi nell'acqua dell'oblio. Ristabilito l'ordine, Glinda ricorda a Dorotea che i suoi zii la aspettano in Kansas e la bambina lascia per sempre il regno incantato di Oz.

## Personaggi

### Principali
Dorotea (ドロシー?, Doroshī, Dorothy)
Doppiata da: Sumi Shimamoto (ed. giapponese), Rossella Acerbo, Tosawi Piovani (film) (ed. italiana)
La protagonista della storia. Una bambina orfana che vive felicemente con gli zii Enrico ed Emma e il suo cagnolino Toto nella loro fattoria nel Kansas. Un giorno la sua casa viene sollevata da un tornado, trasportando lei e Toto nella terra di Oz. Durante il suo viaggio dimostra grande coraggio e solidarietà verso gli amici che incontra. Dopo essere tornata a casa finisce inavvertitamente altre due volte a Oz per vivere ulteriori avventure. Nell'ultimo episodio torna definitivamente nel Kansas, mentre nei romanzi viene nominata principessa da Ozma e si stabilisce a Oz con Toto e i suoi zii, ottenendo l'immortalità. Inoltre, a differenza della serie, il suo personaggio non è presente nel secondo romanzo.
Toto (トト?, Toto)
Il cagnolino di Dorotea, regalatole da suo zio Enrico nel primo episodio. Finisce anche lui a Oz durante la prima avventura di Dorotea, mentre nelle successive resta nel Kansas.
Spaventapasseri (かかし?, Kakashi)
Doppiato da: Yoshito Yasuhara (ed. giapponese), Gino Pagnani, Diego Sabre (film) (ed. italiana)
Dorotea lo incontra in un campo di grano sul cammino verso la città di Smeralda. Non possedendo un cervello che gli consenta di pensare, decide di accompagnare Dorotea dal mago nella speranza di ottenerne uno. Nonostante sia convinto del contrario, lo Spaventapasseri possiede già una mente acuta, dimostrando spesso di avere idee brillanti durante le sue numerose avventure. Ciononostante, il mago gli mette nella testa come cervello un sacchetto di segatura e chiodi. In seguito alla partenza del mago, diventa momentaneamente re di Smeralda. Dopo il ritorno della Principessa Ozma va a vivere con l'Uomo di latta nel paese dei Gialloni, mentre in seguito all'avventura nel regno degli gnomi torna a stabilirsi a Smeralda con Ozma.
Uomo di latta (木こり?, Kikori, Boscaiolo)
Doppiato da: Takuzou Kamiyama (ed. giapponese), Renato Campese, Riccardo Rovatti (film) (ed. italiana)
Un boscaiolo di latta che viene trovato da Dorotea e dallo Spaventapasseri in un bosco. Si era arrugginito a causa della pioggia e per diverso tempo non era più riuscito a muoversi. Originariamente era umano e aveva una fidanzata, ma la strega dell'Est lo aveva trasformato in un uomo di latta essendo gelosa della sua felicità. Si aggiunge a Dorotea e allo Spaventapasseri sperando che il mago gli doni un cuore. In realtà l'Uomo di latta è già una persona gentile e sensibile, ma il mago gli mette comunque un cuore di legno nel petto. Dopo la morte della Strega dell'Ovest diventa re dei Gialloni. Nel romanzo originale la Strega dell'Est non lo fa diventare direttamente di latta, ma lo induce con un incantesimo a tagliarsi progressivamente a pezzi con la sua ascia, finché non viene poi ricomposto da uno stagnino.
Leone (ライオン?, Raion)
Doppiato da: Ichirō Nagai (ed. giapponese), Riccardo Garrone, Pietro Ubaldi (film) (ed. italiana)
Incontra Dorotea e i suoi amici sul limitare di un bosco mentre rincorre una farfalla, e viene sgridato dalla bambina per aver spaventato Toto per gioco. Malgrado il suo aspetto feroce è molto tiimido e pauroso, e decide di unirsi al gruppo in modo che il mago gli dia il coraggio. Sebbene non se ne renda conto, durante il viaggio dimostra spesso di essere coraggioso, avendo solo bisogno di maggiore autostima. Alla fine il mago gli fa bere un filtro per fargli credere di aver ottenuto il coraggio. Dopo aver ucciso un ragno gigante che minacciava gli animali della foresta, questi lo eleggono loro re. Nella serie l'episodio avviene di ritorno dal mago, mentre nel romanzo si colloca durante il viaggio verso Sud.

### Comprimari
Tip (チップ?, Chippu) / Principessa Ozma (オズマ姫?, Ozuma hime)
Doppiata da: Masako Nozawa (ed. giapponese), Julian Olivieri Orioles (Tip), Rita Baldini (Ozma), Cinzia Massironi (film) (ed. italiana)
Tip è un bambino di 13 anni orfano, cresciuto da Mombi nel paese del Nord. Sebbene non la ami molto, sembra provare gratitudine e compassione per la donna che lo ha allevato. Nella seconda parte della serie aiuta Dorotea ad affrontare Ginger e Mombi per ristabilire l'ordine a Smeralda. Al termine dell'avventura si scopre essere in realtà la principessa Ozma, la legittima sovrana di Oz. Quando era neonata il mago la rapì e la affidò a Mombi, che la trasformò in un bambino. Riacquista le sue vere sembianze grazie a Glinda. A differenza del romanzo, nella serie Ozma non prende parte alla terza avventura nel regno degli gnomi per continuare a regnare su Smeralda. Inoltre, rispetto ai romanzi è inizialmente ribelle e dispettosa, e per questo talvolta Dorotea è costretta a riprenderla. Infatti nella serie appare più piccola di Dorotea, laddove nei romanzi è il contrario. In seguito scopre di possedere dei poteri magici, riuscendo a leggere la stele magica custodita nel castello di Smeralda su cui è scritta la sua storia, e accetta il suo ruolo di regina di Oz. Nel finale della serie, è lei ad avere l'idea di sconfiggere gli gnomi facendoli precipitare nell'acqua dell'oblio.
Glinda (グリンダ?, Gurinda)
Doppiata da: Aiko Konoshima (ed. giapponese), Anna Teresa Eugeni (ep. 17), Claudia Razzi (ep. 27-28, 30, 52), Lorella De Luca (film) (ed. italiana)
La strega buona del Sud. Una bellissima e saggia donna, dal carattere gentile ma al tempo stesso autoritario. Sebbene sia molto potente, non è in grado di riportare Dorotea nel Kansas. Tuttavia, al termine delle successive avventure della bambina riesce a riportarla a casa con la sua magia; fatto che non viene spiegato all'interno della serie. Nella seconda parte della storia aiuta Dorotea a riconquistare Smeralda, trasformandosi in un'aquila e combattendo contro Mombi. A differenza della serie, nei romanzi Glinda disdegna le trasformazioni.
Ragazza zucca/Jack (かぼちゃ頭?, Kabocha atama, Testa di zucca)
Doppiato da: Kazuyo Aoki (ed. giapponese), Liliana Jovino, Paolo Sesana (film) (ed. italiana)
Un fantoccio con una testa di zucca costruito da Tip per fare uno scherzo a Mombi. Viene animato dalla donna grazie alla polvere della vita e si unisce a Tip e Dorotea nella loro avventura. Chiama sempre Tip "papà", e quando ritorna a essere Ozma inizia a chiamarla "mamma" e resta a vivere con lei a Smeralda. Ciononostante, fa solo un'ultima apparizione nel regno di Ev quando accompagna Ozma da Langudia, e in seguito non comparirà più neanche negli episodi ambientati a Smeralda. Nel doppiaggio italiano della serie è femmina, mentre nei film è maschio e si chiama Jack come nei romanzi.
Tik Tak/Tik Tok (チックタック?, Chikku Takku)
Doppiato da: Yuji Mitsuya (ed. giapponese), Gastone Pescucci, Oliviero Corbetta (film) (ed. italiana)
Il maggiordomo meccanico della Principessa Langudia. Funziona come un giocattolo a carica e quando questa si esaurisce si ferma. È lui a riportare Dorotea a Oz per la terza volta, attivando le scarpette magiche con il suo allarme. Si unisce alla bambina e ai suoi amici per cercare il Principe di Ev, e dopo averlo trovato torna a vivere con lui al castello.

### Antagonisti
Strega dell'Est (東の魔女?, Azuma no majo)
Doppiata da: Masako Nozawa (ed. giapponese)
La malvagia strega che ha ridotto in schiavitù i Ghiottoni nel paese dell'Est. Appare solo in un flashback in cui viene mostrato come ha trasformato il boscaiolo nell'Uomo di latta. Viene uccisa nel primo episodio dalla casa di Dorotea, che le piomba addosso a causa del ciclone. Dopo la sua morte le sue scarpette magiche passano alla bambina. Nella serie le scarpette hanno inizialmente un aspetto sgradevole e si trasformano in graziose scarpine d'argento solo quando calzano ai piedi di Dorotea, mentre nel romanzo sono sempre d'argento.
Strega dell'Ovest (西の魔女?, Nishi no majo)
Doppiata da: Hisako Kyouda (ed. giapponese), Isa Di Marzio, Caterina Rochira (film) (ed. italiana)
L'antagonista principale della prima parte della storia. È la perfida strega che ha conquistato la parte occidentale di Oz e reso schiavi i Gialloni. Nelle serie ha uno specchio magico con cui scruta l'arrivo degli invasori, mentre nei romanzi ha un unico potentissimo occhio. Possiede un cappello magico con cui può evocare per tre volte delle scimmie alate che esaudiscono ogni suo desiderio. Usa il suo ultimo desiderio per ordinare loro di uccidere Dorotea e i suoi amici, tranne il Leone, a cui vuole fare tirare la sua carrozza. Le scimmie eseguono l'ordine distruggendo temporaneamente lo Spaventapasseri e l'Uomo di latta, e imprigionando il Leone, mentre Dorotea rimane illesa grazie al bacio della Strega del Nord. La strega obbliga la bambina a farle da sguattera, sperando di riuscire a rubarle le scarpette magiche. Ma Dorotea riesce a scoprire che il suo unico punto debole è l'acqua e la annienta spingendole addosso un'anfora che la fa sciogliere.
Scimmie volanti
Doppiate da: Shingo Kanemoto (capo) (ed. giapponese)
Vengono introdotte nella prima parte della serie, quando la Strega dell'Ovest usa il cappello magico per ordinare loro di attaccare Dorotea e i suoi amici. Dopo aver sconfitto la strega, Dorotea usa il cappello altre tre volte e infine lo consegna a Glinda, che ordina alle scimmie di riportare lo Spaventapasseri, l'Uomo di latta e il Leone alle loro abitazioni. Dopodiché non appaiono più nella serie.
Teste a martello (トンカチ?, Tonkachi)
Doppiati da: Kōichi Kitamura, Shōzō Iizuka (ed. giapponese)
Aggressive creature senza braccia con teste dure e piatte, che sbucano dal terreno come altissimi vermi. Non permettono a nessuno di entrare nel loro territorio. Dorotea e i suoi amici li affrontano poco prima di arrivare nel regno di Glinda. Nel romanzo hanno un aspetto più umano, e a differenza della serie i protagonisti li aggirano con l'aiuto delle scimmie alate, non avendo ancora esaurito l'ultimo desiderio.
Mombi (モンビ?, Monbi)
Doppiata da: Chie Kitagawa (ed. giapponese), Flora Carosello, Caterina Rochira (film) (ed. italiana)
Una fattucchiera che si è presa cura di Ozma dopo averla trasformata in un bambino di nome Tip. Nella serie si reca con Tip dalla Strega dell'Ovest per imparare degli incantesimi, ma quando arriva a destinazione questa è già stata sconfitta, e quindi si trasforma in gatto per cercare di sottrarre a Dorotea il cappello magico. A differenza della serie, nei libri sia lei che Tip vengono introdotti solo a partire dal secondo volume. Nella seconda parte della storia si allea con Ginger e dopo aver lottato contro Glinda sotto forma di drago, si redime grazie a un suo incantesimo.
Ginger (ジンジャー?, Jinjā)
Doppiata da: Hikari Akiyama (ed. giapponese), Anna Teresa Eugeni, Debora Magnaghi (film) (ed. italiana)
Una ragazza che si autoproclama generale e organizza una rivolta con il suo esercito formato da quattro ragazze. Riesce a conquistare temporaneamente la città di Smeralda e si allea con Mombi. Malgrado sia l'antagonista principale della seconda avventura di Dorotea, non è particolarmente cattiva ma solo presuntuosa, e successivamente viene anche lei redenta grazie a un incantesimo di Glinda. Nel romanzo il suo esercito è formato da quattrocento donne e la sua redenzione è spontanea.
Grog (クルマ族?, Kuruma-zoku)
Doppiati da: Mahito Tsujimura, Kōichi Kitamura, Kaneta Kimotsuki (ed. giapponese)
Un trio di piccoli uomini pelosi e burberi, circolanti su monocicli di pietra. Sono inizialmente scortesi con Dorotea, essendo arrabbiati con Tik Tak per aver cercato di rubare i loro cappellini per conto di Langudia, ma la bambina riesce a calmarli. Nel romanzo si chiamano Rotatori e sono numerose creature dispettose e ben vestite, con ruote al posto di mani e piedi. Nella serie sono meno minacciosi, in quanto attaccano solo se provocati.
Principessa Langudia/Lulù (ラングディア?, Rangudia, Langwidere)
Doppiata da: Yōko Asagami (ed. giapponese), Liliana Sorrentino (ed. italiana)
La lunatica principessa reggente di Ev. Possiede numerosi cappelli, che cambiano il suo umore a seconda di quale indossa. Chiede a Tik Tak di rubare i cappellini dei Grog per la sua collezione, e quando Dorotea la rimprovera, lei li chiude entrambi in prigione. In realtà non è davvero una principessa, ma una serva posta come reggente dopo il rapimento del Principe di Ev. Stufa di fare la principessa, Langudia chiede a Ozma di trovare il Principe in modo che continui a regnare al suo posto, e Ozma manda in spedizione i suoi amici. Nel romanzo la principessa cambia direttamente testa in base all'umore, e inoltre non si tratta di una serva, ma della cugina del Principe di Ev.
Re degli gnomi (ノーム王?, Nōmu-ō)
Doppiato da: Osamu Saka (ed. giapponese), Massimo Dapporto, Marco Balzarotti (film) (ed. italiana)
Il principale antagonista delle ultime due parti della storia. È il re del regno degli gnomi, situato sotto un grande deserto, e come tutti i suoi simili non sopporta la luce del sole. Si diverte a compiere cattiverie: infatti ha prosciugato il mare finché non è rimasto solo il deserto, e ha rapito il Principe di Ev per trasformarlo in una scultura di ferro. Nella serie la magia avviene autonomamente toccando un'altra scultura, mentre nel romanzo per fare ciò si serve di una cintura magica. Dopo che Dorotea e i suoi amici salvano il principe, riescono a mettere in fuga il Re spaventandolo con un uovo di Billina. Infatti, egli odia le uova dopo essersi ferito tentando di rompersene uno in fronte, mentre nel romanzo sono velenose per la sua specie. Infuriato, il Re si vendica andando alla conquista di Smeralda con l'aiuto di un verme gigante, con cui scava un tunnel sotto il deserto per arrivare alla città. Durante lo scontro finale cade con i suoi uomini nell'acqua dell'oblio, che fa perdere loro ogni intento malvagio, e si ritira senza ricordare il loro scopo. Nella serie il Re e i suoi simili sono rappresentati come tipici gnomi di piccola statura e con cappelli appuntiti; nei romanzi sono tondeggianti e con lunghi arti sottili.
Brandy/Lord Kaliko (ブランディ?, Burandi)
Doppiato da: Tamio Ōki (ed. giapponese), Manlio Guardabassi, Mario Scarabelli (film) (ed. italiana)
È l'aiutante e consigliere del Re degli Gnomi.
Chang/Gaf (ガフ?, Gafu, Gaph)
Doppiato da: Jōji Yanami (ed. giapponese), Roberto Del Giudice, Marco Balbi (film) (ed. italiana)
Il generale dell'esercito degli gnomi. Possiede un verme gigante in grado di mangiare le rocce. Trama segretamente contro il Re per rubare gli smeraldi della città, ma viene bagnato dall'acqua dell'oblio prima che possa riuscirci. A differenza dei romanzi, nella serie è rappresentato come uno gnomo di etnia asiatica dai lunghi baffi.
Jagor (バケクビ?, Bakekubi)
Doppiato da: Tetsuo Mizutori (ed. giapponese)
Un gigante famelico che si unisce agli gnomi nella loro conquista di Oz. Combatte contro l'Uomo di latta nella terra dei Gialloni e riesce a farlo arrugginire facendolo cadere in un fiume. Sostituisce i Ringhiorabbi presenti nel romanzo originale.

### Altri personaggi
Enrico (ヘンリー?, Henrī, Henry)
Doppiato da: Eisuke Yoda (ed. giapponese), Sergio Gibello, Oliviero Corbetta (film) (ed. italiana)
Lo zio di Dorotea; un contadino che viveva da solo con la moglie prima dell'arrivo della bambina. È lui a regalare Toto alla nipote. Quando Dorotea torna a casa dalla sua prima avventura, lui ed Emma non credono al suo racconto, ma cambiano idea quando la bambina sparisce di nuovo lasciando solo le scarpette magiche. Contrariamente ai romanzi, sia lui che la moglie non raggiungono mai Oz.
Emma (エム?, Emu, Em)
Doppiata da: Haruko Kitahama (ed. giapponese), Elena Magoia, Elisabetta Cesone (film) (ed. italiana)
L'amorevole zia di Dorotea. A differenza del marito, continua a credere che la nipote sia ancora viva dopo che è stata portata via dal ciclone.
Strega del Nord (北の魔女?, Kita no majo)
Doppiata da: Mitsuko Tomobe (ed. giapponese), Francesca Palopoli, Cinzia Massironi (film) (ed. italiana)
La strega buona protettrice del paese del Nord. È goffa e sbadata. Quando Dorotea uccide senza volere la Strega dell'Est con la sua casa, si reca nel paese dei Ghiottoni per ringraziarla, credendo sia anch'essa una strega buona. Dopo aver appreso la verità, indirizza la bambina dal mago di Oz in modo che possa rimandarla a casa. Prima che parta, consegna a Dorotea le scarpette magiche della Strega dell'Est, e le dà un bacio protettivo sulla fronte in modo che nessuno possa ferirla.
Regina dei topi (女王野ネズミ?, Joō no nezumi)
Doppiata da: Fumi Hirano (ed. giapponese), Liliana Jovino (ed. italiana)
Viene salvata dall'Uomo di latta da un gatto che la inseguiva. In cambio, ordina al suo esercito di topi di aiutare l'Uomo di latta e lo Spaventapasseri a trasportare il Leone fuori dal campo di papaveri soporiferi in cui si era addormentato. In seguito aiuta nuovamente Dorotea e i suoi amici, dando loro in prestito un suo soldato per spaventare Ginger e le sue compagne.
Guardiano (門番?, Monban)
Doppiato da: Junji Chiba (ed. giapponese)
Il guardiano del portone della città di Smeralda.
Mago di Oz (大王?, Daiō, Grande re)
Doppiato da: Tadao Futami (ed. giapponese), Dario Ghirardi, Paolo Sesana (film) (ed. italiana)
Il temuto mago sovrano della città di Smeralda. Nessuno l'ha mai visto e si dice abbia i più grandi poteri magici di tutta Oz. Acconsente a esaudire i desideri di Dorotea e i suoi amici a patto che uccidano la Strega dell'Ovest. Una volta eseguita la missione si ostina a non volerli incontrare, ma grazie a Toto il gruppo scopre che è un uomo qualunque. In precedenza era il banditore di un circo e venne trasportato a Oz dalla sua mongolfiera. La gente di Oz pensò fosse un mago venuto dal cielo e lui glielo lasciò credere. Prova a riportare Dorotea a casa con la mongolfiera, ma la bambina resta indietro per un imprevisto. Prima di tornare a Oz per la seconda volta, Dorotea lo incontra di nuovo nel Kansas, dove ha ripreso a lavorare nel circo. In seguito viene rivelato che dopo la morte del Re di Oz, il mago rapì la Principessa Ozma, sua unica erede, e la consegnò a Mombi in modo da non perdere il suo potere.
Cavallo Panca (木挽き台の馬?, Kobiki-dai no uma)
Doppiato da: Akio Nojima (ed. giapponese)
Un cavallo di legno portato in vita da Tip con la polvere della vita. Accompagna Dorotea e i suoi amici alla città di Smeralda dallo Spaventapasseri. A differenza del romanzo nella serie non parla, ma emette solo versi.
Gampu (ガンプ?, Ganpu, Gump)
Un letto volante con la testa di un alce, anch'esso animato dalla polvere della vita. Aiuta Dorotea e i suoi amici a scappare da Ginger e Mombi e a raggiungere Glinda. Anche lui come il Cavallo Panca non parla, contrariamente al romanzo.
Billina (ビリーナ?, Birīna)
Doppiata da: Rihoko Yoshida (ed. giapponese), Liliana Jovino, Graziella Porta (film) (ed. italiana)
Una gallina che vive in una nave arenata nel deserto. Precedentemente apparteneva al Re degli gnomi, ma egli la cacciò dopo essersi ferito cercando di aprire con la testa un suo uovo. Sembra abbia un debole per Tik Tak, al quale regala una delle sue uova. Il regalo si rivela provvidenziale, poiché aiuta Dorotea e i suoi amici a mettere in fuga il Re degli gnomi. Alla fine va a vivere con Tik Tak e il Principe di Ev. Nel romanzo anche Billina proviene dal Kansas e prende anch'ella parte all'avventura nel regno degli gnomi.
Principe di Eb/Ev (エヴ王子?, Evu ōji)
Doppiato da: Eiko Yamada (ed. giapponese), Corrado Conforti, Irene Scalzo (film) (ed. italiana)
Il principe del regno di Ev. Viene rapito dal Re degli gnomi, che lo trasforma in una scultura di ferro. In seguito viene salvato da Dorotea. Nel romanzo era stato suo padre a venderlo al Re degli gnomi insieme a sua madre e ai suoi nove fratelli, che nella serie non compaiono. Inoltre a differenza della serie, nel libro il suo regno si trova al di fuori di Oz, oltre il deserto mortale.
Cigno magico
Un grande uccello origami portato in vita da Dorotea, che la bambina usa come mezzo di trasporto nella quarta parte della storia. Viene mangiato da Jagor.

## Produzione
Diversi membri dello staff dell'anime, come il regista Hiroshi Saitō e il character designer Shūichi Seki, avevano lavorato parallelamente al franchise del World Masterpiece Theater, rendendo così la serie simile nell'impostazione grafica e narrativa a una di queste produzioni, pur non vedendo la Nippon Animation coinvolta nel progetto. Lo sceneggiatore Akira Miyazaki aveva lavorato anche al film d'animazione omonimo del 1982.

## Sigle

### Sigle originali iniziali
- Fancy Girl (ファンシーガール Fanshii Gaaru), testo e musica di Akiko Kosaka, arrangiamento di Seiichi Kyōda, è cantata da Satoko Yamano

### Sigla finale originale
- Maho-no crayon (魔法のクレヨン), testo e musica di Akiko Kosaka, arrangiamento di Seiichi Kyōda, è cantata da Kumiko Osugi e Ema Osugi

### Sigla iniziale e finale italiana
- Il mago di Oz, scritta da Alessandra Valeri Manera (testo) e Carmelo Carucci (musica), è cantata da Cristina D'Avena.

## Distribuzione

### Edizione italiana
In Italia la serie venne inizialmente trasmessa dall'8 settembre al 24 ottobre 1986 su Italia 1, ogni lunedì, mercoledì e venerdì pomeriggio, all'interno del programma Bim Bum Bam, ma interrompendosi dopo 21 episodi. I restanti 31 episodi andarono in onda in prima visione durante lo stesso programma, in coda a una replica dei precedenti, dal 4 giugno al 9 luglio 1987, ogni pomeriggio dal lunedì al sabato.
Il doppiaggio italiano venne effettuato presso lo studio Mops Film di Roma sotto la direzione di Willy Moser, su dialoghi di Francesco Vivaldi. Nell'adattamento si è scelto di rendere Testa di zucca una femmina, che viene chiamata Ragazza zucca. Il nome della protagonista Dorothy è stato italianizzato in Dorotea, mentre Gaph è stato cambiato in Chang. Altri cambi di nome sono probabilmente frutto di errori di traslitterazione dal giapponese: ad esempio, il Principe di Ev è diventato Eb, Langwidere è stato adattato in Langudia e Billina viene pronunciato con una sola "L".

## Episodi
| Nº | Titolo italiano Giapponese 「Kanji」 - Rōmaji                                  | In onda           | In onda           |
| Nº | Titolo italiano Giapponese 「Kanji」 - Rōmaji                                  | Giapponese        | Italiano          |
| 1  | Dorotea e il ciclone 「ドロシーとたつまき」 - Doroshi totatsumaki              | 6 ottobre 1986    | 8 settembre 1986  |
| 2  | Nel paese incantato 「黄色い道」 - Kiiroi michi                                | 13 ottobre 1986   | 10 settembre 1986 |
| 3  | I nuovi amici di Dorotea 「希望への旅立ち」 - Kibō heno tabidachi              | 20 ottobre 1986   | 12 settembre 1986 |
| 4  | L'apparizione degli orsi tigre 「苦難の道」 - Kunan no michi                   | 27 ottobre 1986   | 15 settembre 1986 |
| 5  | Un profumo mortale 「黒い花」 - Kuroi hana                                     | 3 novembre 1986   | 17 settembre 1986 |
| 6  | Nella magica città di Smeralda 「エメラルドの都」 - Emerarudo no miyako        | 10 novembre 1986  | 19 settembre 1986 |
| 7  | Il grande incontro 「西の国の魔女」 - Nishi no kuni no majo                    | 17 novembre 1986  | 22 settembre 1986 |
| 8  | L'attacco delle scimmie volanti 「ウインキーの戦い」 - Uinki no tatakai        | 24 novembre 1986  | 24 settembre 1986 |
| 9  | Le scarpette stregate 「魔女の館」 - Majo no kan                               | 1º dicembre 1986  | 26 settembre 1986 |
| 10 | Il punto debole della strega 「ねらわれた靴」 - Nerawareta kutsu               | 8 dicembre 1986   | 29 settembre 1986 |
| 11 | Mombi e Tip 「モンビとチップ」 - Monbi to chippu                               | 15 dicembre 1986  | 1º ottobre 1986   |
| 12 | Il ritorno a Smeralda 「新しい王様」 - Atarashi i ōsama                        | 22 dicembre 1986  | 3 ottobre 1986    |
| 13 | Il vero volto del mago 「オズ大王の正体」 - Ozu daiō no shōtai                 | 29 dicembre 1986  | 6 ottobre 1986    |
| 14 | La partenza del mago 「とり残されて」 - Tori nokosa rete                       | 5 gennaio 1987    | 8 ottobre 1986    |
| 15 | In viaggio verso il Sud 「南への旅」 - Minami heno tabi                        | 12 gennaio 1987   | 10 ottobre 1986   |
| 16 | Il castello di Glinda 「魔女グリンダの城」 - Majo gurinda no shiro             | 19 gennaio 1987   | 13 ottobre 1986   |
| 17 | Di nuovo a casa 「グリンダ」 - Gurinda                                         | 26 gennaio 1987   | 15 ottobre 1986   |
| 18 | Il mago del circo 「カンサス」 - Kansasu                                       | 2 febbraio 1987   | 17 ottobre 1986   |
| 19 | La polvere della vita 「再びオズへ」 - Futatabi ozu he                         | 9 febbraio 1987   | 20 ottobre 1986   |
| 20 | La fuga 「チップはお父さん」 - Chippu hao tōsan                                | 16 febbraio 1987  | 22 ottobre 1986   |
| 21 | L'armata delle giovani ribelli 「ジンジャー将軍」 - Jinja shōgun               | 23 febbraio 1987  | 24 ottobre 1986   |
| 22 | Il Re spaventapasseri è in pericolo 「かかし王逃げだす」 - Kakashi ō nige dasu | 2 marzo 1987      | 4 giugno 1987     |
| 23 | L'incontro con l'uomo di latta 「木こりは王様」 - Ki koriha ōsama              | 9 marzo 1987      | 5 giugno 1987     |
| 24 | Gli incantesimi di Mombi 「モンビの魔法」 - Monbi no mahō                      | 16 marzo 1987     | 6 giugno 1987     |
| 25 | I prigionieri 「力を合わせて」 - Chikara wo awa sete                           | 23 marzo 1987     | 8 giugno 1987     |
| 26 | Il letto volante 「ガンプ」 - Ganpu                                            | 30 marzo 1987     | 9 giugno 1987     |
| 27 | Una sconvolgente rivelazione 「助けを求めて」 - Tasuke wo motome te            | 6 aprile 1987     | 10 giugno 1987    |
| 28 | Alla riconquista di Smeralda 「再びエメラルド」 - Futatabi emerarudo           | 13 aprile 1987    | 11 giugno 1987    |
| 29 | Lo stratagemma di Mombi 「魔法使いモンビ?」 - Mahōtsukai monbi?                | 20 aprile 1987    | 12 giugno 1987    |
| 30 | Il segreto di Ozma 「チップの秘密」 - Chippu no himitsu                        | 27 aprile 1987    | 13 giugno 1987    |
| 31 | Un nuovo amico 「ドロシーとチックタック」 - Doroshi to chikkutakku             | 4 maggio 1987     | 15 giugno 1987    |
| 32 | Dorotea prigioniera 「ラングディアの城」 - Rangudeia no shiro                  | 11 maggio 1987    | 16 giugno 1987    |
| 33 | Avventura nel deserto 「砂漠の旅」 - Sabaku no tabi                            | 18 maggio 1987    | 17 giugno 1987    |
| 34 | Un amore per Tic Tak 「砂漠のめんどり」 - Sabaku nomendori                     | 25 maggio 1987    | 18 giugno 1987    |
| 35 | Le rocce viventi 「オズのさい果て」 - Ozu nosai hate                           | 1º giugno 1987    | 19 giugno 1987    |
| 36 | Nel paese degli gnomi 「地底のノーム」 - Chitei no nōmu                        | 8 giugno 1987     | 20 giugno 1987    |
| 37 | La legge dell'incantesimo 「王様の難題」 - ōsama no nandai                     | 15 giugno 1987    | 22 giugno 1987    |
| 38 | L'ultima prova 「王様の好きなもの」 - ōsama no suki namono                     | 22 giugno 1987    | 23 giugno 1987    |
| 39 | Una terribile trappola 「恐ろしい部屋」 - Osoro shii heya                      | 29 giugno 1987    | 24 giugno 1987    |
| 40 | Nei labirinti delle caverne 「明りを求めて」 - Akari wo motome te              | 6 luglio 1987     | 25 giugno 1987    |
| 41 | Di nuovo sulla terra 「再び地上へ」 - Futatabi chijō he                        | 20 luglio 1987    | 26 giugno 1987    |
| 42 | Il verme mangia terra 「ノームの反撃」 - Nōmu no hangeki                       | 27 luglio 1987    | 27 giugno 1987    |
| 43 | La stele magica 「エメラルドの秘密」 - Emerarudo no himitsu                    | 3 agosto 1987     | 29 giugno 1987    |
| 44 | Nel paese della carta 「チョッキンペットの国」 - Chokkinpetto no kuni          | 10 agosto 1987    | 30 giugno 1987    |
| 45 | Un nuovo allegato 「オズの国の刈り入れ」 - Ozu no kuni no kari ire             | 17 agosto 1987    | 1º luglio 1987    |
| 46 | Le sorgente dell'oblio 「忘れの泉」 - Wasure no izumi                          | 24 agosto 1987    | 2 luglio 1987     |
| 47 | La furia di Jagar 「バケクビ暴れる」 - Bakekubi abare ru                       | 31 agosto 1987    | 3 luglio 1987     |
| 48 | La disavventura di Ciang 「ガフ善人ななる」 - Gafu zennin nanaru               | 7 settembre 1987  | 4 luglio 1987     |
| 49 | La nuova regina 「戴冠式」 - Taikanshiki                                       | 21 settembre 1987 | 6 luglio 1987     |
| 50 | L'invasione degli gnomi 「ノーム王の勝利」 - Nōmu ō no shōri                   | 21 settembre 1987 | 7 luglio 1987     |
| 51 | La battaglia delle uova 「ドロシーがんばる」 - Doroshi ganbaru                 | 28 settembre 1987 | 8 luglio 1987     |
| 52 | Addio mondo di Oz 「なつかしのカンサス」 - Natsukashino kansasu                | 28 settembre 1987 | 9 luglio 1987     |

## Film
Nel 1987 lo studio canadese Cinar, che aveva prodotto l'adattamento in lingua inglese dell'intera serie, distribuì in home video quattro film riassuntivi da 95 minuti l'uno: 
- Il meraviglioso mago di Oz (The Wonderful Wizard of Oz)
- Il meraviglioso mondo di Oz (The Marvelous Land of Oz)
- Ozma di Oz (Ozma of Oz)
- La città di smeraldo (The Emerald City of Oz)

I film presentano una differente colonna sonora e l'aggiunta della voce narrante di Margot Kidder, assente nell'originale.
In Italia i film vennero distribuiti in DVD nel 2007 da Medusa Film su etichetta Aegida, doppiati per l'occasione dalla DEA Digital Editing Audio di Milano su dialoghi di Laura Brambilla, con voce narrante di Loredana Nicosia. Nell'adattamento italiano, basato su quello inglese, Testa di zucca è maschio e viene chiamato Jack come nei romanzi, Tik Tak e Brandy diventano Tik Tok e Lord Kaliko, anche loro come nei libri, il Principe di Ev e Gaf riprendono i loro nomi originali e Langwidere diventa Lulù.